# Druga wojna polsko-ukraińska 1942–1947
Druga wojna polsko-ukraińska 1942–1947, ukr. Друга польсько-українська війна. 1942–1947 (Druha polśko-ukrajinśka wijna 1942–1947) – książka Wołodymyra Wjatrowycza na temat konfliktu polsko-ukraińskiego w czasie i po II wojnie światowej. 
Koncepcje autora przedstawione w książce spotkały się z krytyką niektórych historyków jako nieobiektywne i zniekształcające prawdę historyczną w zamiarze zaprzeczenia odpowiedzialności OUN i UPA za eksterminację Polaków.

## Wydania
- 2011 - wydanie I ukraińskie
- 2012 - wydanie II ukraińskie
- 2013 – wydanie I polskie

## Informacje o książce (wydanie I ukraińskie)
- Format: 148x214 mm
- Liczba stron: 288
- Oprawa: miękka
- ISBN 978-966-518-567-3[1]

## Treść
"Druga wojna polsko-ukraińska 1942–1947” przedstawia wizję konfliktu polsko-ukraińskiego ze szczególnym naciskiem na lata 1942–1947. Część II autor poświęca opisowi kształtowania się stosunków polsko-ukraińskich przed wybuchem II wojny światowej. Jako początek konfliktu, który mieli rozpocząć Polacy od wyniszczania ukraińskiej inteligencji na ziemi chełmskiej, W. Wjatrowycz uważa rok 1942. Następnie, zgodnie z „teorią domina” wydarzenia na Chełmszczyźnie spowodowały ukraiński odwet na Wołyniu, ten zaś - polsko-ukraińskie walki w Galicji. W 1945 roku, po rozpoczęciu wysiedleń ludności ukraińskiej, konflikt przeniósł się na tereny tzw. Zakerzonia i został zakończony akcją „Wisła”. Autor konsekwentnie nazywa opisywane wydarzenia „wojną”, będącą kontynuacją i dokończeniem wojny polsko-ukraińskiej z lat 1918–1919.

## Geneza i znaczenie
Wedle słów Wołodymyra Wjatrowycza, na pomysł napisania „Drugiej wojny polsko-ukraińskiej 1942–1947” wpadł on po zapoznaniu się z dokumentami zgromadzonymi w tzw. „archiwum Łebedia”, z którymi autor pracował  w USA od 2007 roku, oraz dokumentami z archiwum Służby Bezpieczeństwa Ukrainy poznanymi w latach 2008-2010. Według niego znalezione dokumenty rzucały nowe światło na historię polsko-ukraińskich stosunków w latach 40.
W opinii Andrija Portnowa powstanie „Drugiej wojny polsko-ukraińskiej 1942–1947” należy wiązać z wewnątrzukraińskimi sporami wobec OUN i UPA; była ona odpowiedzią na politykę historyczną obozu prezydenta Wiktora Janukowycza. Portnow uważa książkę za „ważny, jeśli nie kluczowy, tekst strony nacjonalistycznej” w politycznej walce wokół historycznej pamięci.
Grzegorz Motyka i Andrzej Zięba również uważają, że motywy powstania książki były polityczne. Według Zięby chodziło umocnienie „mitu OUN-UPA” wśród Ukraińców i uprzedzające odparcie krytycznych głosów na temat OUN-UPA, które mogłyby pojawić się w ukraińskim społeczeństwie. Jak pisał ten autor w 2012 roku,

Znaczenie walki o honor OUN i UPA wynika z ogólnej logiki walki politycznej na współczesnej Ukrainie. Mit ten - w wersji twardej i miękkiej - stanowi podstawę tożsamości niektórych grup konkurujących o władzę w Kijowie. W przyszłości może stać się skutecznym narzędziem politycznym, ale na razie aktywnie jest eksploatowany tylko regionalnie, na Zachodniej Ukrainie. Dla celów ideologicznego podboju Kijowa mit ten powinien zostać oczyszczony z grzechów pierworodnych.

## Krytyka
"Druga wojna polsko-ukraińska 1942–1947” spotkała się z krytyką historyków: Ihora Iljuszyna,  Andrija Portnowa, Grzegorza Motyki, Andrzeja Zięby, Pera Andersa Rudlinga, Grzegorza Rossolińskiego-Liebe, Andrzeja Leona Sowy oraz Grzegorza Hryciuka, którzy postawili jej szereg zarzutów:
Podwójne standardy, selektywny dobór źródeł. Historycy zarzucają W.Wjatrowyczowi stosowanie podwójnych standardów w ocenie dowodów i faktów. W przypadku zbrodni ukraińskich dąży do ich pomniejszenia, a w przypadku polskich do ich wyolbrzymienia. W. Wjatrowycz stosuje podwójne standardy także wobec wspomnień świadków. Całkowicie odrzuca wspomnienia polskich świadków zbrodni OUN-UPA jako rzekomo nieobiektywne. Jednocześnie bezkrytycznie polega na tych relacjach świadków, które potwierdzają jego wizję historii (najczęściej na wspomnieniach ukraińskich nacjonalistów). Podobną taktykę stosuje W. Wjatrowycz do dokumentów. Cytuje je wybiórczo w celu udowodnienia z góry założonej tezy oraz bezpodstawnie kwestionuje autentyczność dokumentów stawiających OUN-UPA w złym świetle. Sowiecką fałszywką są dla niego zeznania Jurija Stelmaszczuka przed NKWD mówiące o przekazaniu mu przez Dmytra Klaczkiwskiego tajnej dyrektywy Prowodu OUN o wymordowaniu mniejszości polskiej. Historycy wskazują, że Wjatrowycz podnosi te wątpliwości bez żadnych dowodów, w oderwaniu od kontekstu i od innych podobnych dokumentów. Jednocześnie W. Wjatrowycz nie ma oporów przed obszernym powoływaniem się na dokumenty upublicznione przez Mykołę Łebedia oraz Wołodymyra Kosyka, pomimo udowodnienia, że nacjonaliści ukraińscy usuwali z nich kompromitujące dla OUN fragmenty.
Opierając się na jednym, niezweryfikowanym dokumencie (list biskupa Platona do biskupa Polikarpa), autor książki obarcza odpowiedzialnością za zbrodnię w Malinie jednostkę Schutzmannschaft złożoną z Polaków, ignorując szereg innych źródeł przeczących tej tezie.
Przemilczanie. W. Wjatrowycz przemilcza fakty obciążające kierownictwo OUN-UPA: zaakceptowanie przeprowadzonej rozkazem Dmytra Klaczkiwskiego rzezi wołyńskiej przez III Zjazd OUN oraz słowa Romana Szuchewycza na zjeździe UHWR mówiące o rozpoczęciu w kwietniu 1944 czystki etnicznej w Galicji. W opisie działalności OUN przed wojną nie wspomina o terrorze tej organizacji wobec Ukraińców oraz odrzucaniu takiej polityki przez greckokatolickich biskupów Hryhorija Chomyszyna i Andrzeja Szeptyckiego.
Jednym z przemilczeń książki jest pominięcie informacji, że pomimo rozkazu zabijania wyłącznie mężczyzn (w Galicji), siły OUN-UPA zazwyczaj zabijały także kobiety i dzieci. A.L. Sowa wskazuje na przemilczanie w książce istotnych mordów UPA na Polakach, takich jak zbrodnia w Janowej Dolinie czy zbrodnia w Baligrodzie.
Zrzucanie odpowiedzialności z OUN-B i UPA. G. Motyka i G. Hryciuk zauważają, że W. Wjatrowycz w swojej książce dokonuje próby zrzucenia odpowiedzialności za zabójstwa Polaków na oddziały Tarasa Borowcia „Bulby” (bulbowcy, tzw. pierwsza UPA), pomimo iż nie ma na to dowodów, co więcej istnieją dowody, że „Bulba” odmówił przyłączenia się do „antypolskiej akcji” OUN-B a nawet ją potępił. Wjatrowycz eksponuje również banderowską wersję wydarzeń mówiącą o tym, jakoby rzezie na Wołyniu były spontanicznym buntem ukraińskich mas chłopskich przeciw Polakom. Ukrywa przy tym, że ukraińscy chłopi byli mobilizowani i przymuszani do udziału w zabójstwach przez OUN-B. Zdaniem Motyki nie jest znany ani jeden przypadek masowej zbrodni dokonanej na Polakach przez niezwiązanych z OUN-B ukraińskich chłopów.
Inną grupą, na którą autor książki zrzuca odpowiedzialność za zabójstwa Polaków, są tzw. siekiernicy, jakoby niemający nic wspólnego z banderowcami. G. Motyka uważa tę teorię za niepoważną, ponieważ z dokumentów wynika, że „siekiernikami” nazywano ukraińskich nacjonalistów.
Zawarta w książce argumentacja, iż wołyńscy Polacy jakoby ściągnęli na siebie masakry poprzez kolaborację z Niemcami oraz Sowietami jest uznawana przez A.Ziębę za typowy zabieg negacjonistów obarczający ofiary winą za własny los.
Negowanie i minimalizowanie zbrodni W. Wjatrowycz podważa utwierdzone w literaturze szacunki polskich ofiar zbrodni OUN-UPA uważając, że są celowo zawyżone. Per Anders Rudling zauważa, że podobnej ostrożności W. Wjatrowycz nie wykazuje, gdy chodzi o ofiary narodowości ukraińskiej i bez dowodów twierdzi, że liczba ukraińskich ofiar „drugiej wojny polsko-ukraińskiej” wyniosła „kilkadziesiąt tysięcy”.
A. Zięba oraz Per A. Rudling krytykują powielanie w książce propagandowej tezy OUN, iż „antypolska akcja” była dla ukraińskich nacjonalistów „trzecim frontem”, mniej ważnym od walki z sowieckimi partyzantami i Niemcami. Ich zdaniem teza ta nie jest poparta faktami oraz statystykami zabitych przez OUN-UPA Sowietów i Niemców.
W książce autor umieścił również próbę zanegowania faktu jakiejkolwiek zorganizowanej antypolskiej akcji OUN-B i UPA w dniu 11 lipca 1943. Według niego polskie doniesienia poświadczające ten fakt są niewiarygodne, ponieważ nie znajdują potwierdzenia w dokumentach OUN-B. Wątpliwości W. Wjatrowycza wzbudza także jakoby „cudownie rosnąca” liczba tych ataków przywoływana w kolejnych publikacjach. Stanowisko to spotkało się z krytyką Andrzeja Zięby, Pera Andersa Rudlinga, G. Hryciuka i Grzegorza Motyki.
W swojej książce W. Wjatrowycz dokonuje próby zanegowania odpowiedzialności „pierwszej sotni UPA” Hryhorija Perehijniaka „Dowbeszki-Korobki” za zbrodnię w Parośli, twierdząc m.in., że sotnia była zbyt słabo uzbrojona, by atakować polskie wioski, nie biorąc jednak pod uwagę, że Parośla została wymordowana przy użyciu toporów.
Początek konfliktu na ziemi chełmskiej G. Motyka, Per A. Rudling, G. Hryciuk i I. Iljuszyn krytykują W.Wjatrowycza za forsowanie w swojej książce popularnej w ukraińskiej historiografii tezy, że konflikt polsko-ukraiński zaczęli Polacy na ziemi chełmskiej w 1942 roku i w konsekwencji przeniósł się on na Wołyń. W ich opinii jest to teza nieoparta na faktach. Motyka wskazuje, że Wjatrowycz był w stanie przytoczyć przykład tylko jednego ataku AK na ukraińskich działaczy w 1942 r., a brak ten rekompensuje bezpodstawnym obciążaniem Polaków  winą za niemieckie pacyfikacje ukraińskich wsi na tym terenie. Motyka krytykuje również autora za twierdzenie, że konflikt rozpoczął się w 1942 r. od donosów Polaków do władz niemieckich na Ukraińców, bowiem wzajemne donosy miały miejsce od początku okupacji.
Zarzuty do warstwy semantycznej książki. Krytycy książki zarzucają jej, że posługując się terminem „wojna” dla opisu stosunków polsko-ukraińskich, autor usiłuje ukryć zbrodniczość ludobójczej czystki etnicznej dokonanej przez OUN i UPA na Polakach. Według G. Motyki W. Wjatrowycz za pomocą retorycznych sztuczek tworzy takie wrażenie, jakby OUN nie miała nic wspólnego z planowym wyniszczaniem Polaków. Per A. Rudling zauważa podobieństwo zabiegu W. Wjatrowycza, ukazującego zabójstwa Polaków w latach 1943-1944 jako zaledwie epizod trwającego kilkadziesiąt lat „konfliktu polsko-ukraińskiego”, do postępowania Jean-Marie Le Pena, którzy nazwał Holocaust „szczegółem” w historii II wojny światowej.
G. Motyka, Per A. Rudling i G.Hryciuk krytykują W. Wjatrowycza za stosowanie opisu wydarzeń, który u czytelnika tworzy mylne wrażenie równorzędnej skali ukraińskich ataków na Polaków i polskich ataków na Ukraińców.
Zarzuty budzi również nazywanie przez autora książki rządów polskich na Wołyniu i w Galicji Wschodniej „władzą okupacyjną” oraz twierdzenie, że Armia Krajowa oraz UPA miały jednakowy status międzynarodowy.
G.Motyka i A.Zięba uważają, że w wyniku zabiegów dokonanych przez autora, argumentacja przedstawiona w książce może wydać się przekonująca dla przeciętnego czytelnika.
Reprodukowanie propagandy OUN-B. W ocenie krytyków (A. Zięba, G. Hryciuk, A.L. Sowa), wbrew niektórym opiniom (także samego W. Wjatrowycza), książka „Druga wojna polsko-ukraińska 1942–1947” nie przedstawia oryginalnego, nowatorskiego spojrzenia na przeszłość, lecz stanowi powielenie propagandowych tez OUN-B (względnie poglądów jej działaczy). Książka jest uboga w odnośniki do źródeł i prac napisanych w innych językach niż ukraiński. Autor opierał się głównie na źródłach wytworzonych przez OUN-B.
Oceny ogólne. W opinii G. Motyki „Druga wojna polsko-ukraińska 1942–1947” jest książką „nieudaną”, to znaczy napisaną poniżej talentu autora. Ocenę tę zakwestionował Portnow. Według niego, książka spełniła swoje zadanie, ponieważ rozeszła się w dużym nakładzie, a jej autor zyskał opinię „głównego obrońcy” wartości narodowych na Ukrainie. Według G. Hryciuka wersja wydarzeń przedstawiona w książce jest „kłamliwa”. Andrzej L. Sowa i Per A. Rudling odmawiają jej jakiejkolwiek wartości naukowej. Rudling traktuje „Drugą wojnę polsko-ukraińską 1942–1947” wyłącznie jako obiekt badań „skrajnie prawicowego rewizjonizmu i negacjonizmu”.